# Département
Ein Département [depaʁt(ə)mɑ̃] (französisch wörtlich „Abteilung“; deutsche Schreibweise auch Departement) ist eine staatliche Verwaltungseinheit und zugleich Collectivité territoriale (Gebietskörperschaft) in Frankreich.
Auf dem Gebiet der zentralstaatlichen Verwaltung ist die Französische Republik – abgesehen von den nicht voll assimilierten Überseegebieten – in 101 Départements unterteilt. Sie sind in 18 Regionen (inklusive Korsika mit Sonderstatus) gruppiert. 96 der 101 Départements liegen in Europa, zusammengefasst in 13 Regionen. Die restlichen fünf Départements sind Übersee-Départements (Guadeloupe, Martinique, Französisch-Guayana, Réunion und Mayotte), die jeweils zugleich eine eigene Region bilden.
Zugleich bestehen 100 Gebietskörperschaften der Départementebene, davon 93 reguläre Départements und sieben Gebietskörperschaften mit Sonderstatus. Da die Neugliederungen der Gebietskörperschaften der Départementebene in den letzten zehn Jahren im Bereich der Staatsverwaltung keine Entsprechung gefunden haben, sind die Gebietskörperschaften (collectivités [territoriales] départementales) und die staatlichen Verwaltungseinheiten (circonscriptions [administratives] départementales) heute in einigen Fällen nicht mehr deckungsgleich.
Die meisten Départements haben eine Fläche zwischen 4000 und 8000 Quadratkilometern und eine Einwohnerzahl zwischen 250.000 und einer Million. Das flächenmäßig größte Département ist Französisch-Guayana (83.534 km²), das flächenmäßig größte in Europa ist Gironde (9.976 km²), das kleinste Paris (105 km²); das bevölkerungsreichste ist das Département Nord (2.616.909 Einwohner), das bevölkerungsärmste Lozère (76.503 Einwohner).
Alle Départements sind – in weitgehend alphabetischer Reihenfolge – durchnummeriert, wobei die Nummer gleichzeitig die letzten beiden Stellen der Kfz-Kennzeichen (bis 2009) sowie in der Regel die ersten Stellen der Postleitzahl bildet. Auch der Gemeindeschlüssel enthält die Departementsnummer, ebenso die Sozialversicherungsnummer, in der der Schlüssel der Geburtsgemeinde enthalten ist.

## Innere Organisation
Das Département ist in der heutigen französischen Verfassungsordnung sowohl staatliche Verwaltungseinheit (frz. circonscription administrative) als auch Gebietskörperschaft (frz. collectivité territoriale).

### Staatliche Verwaltung
Der oberste staatliche Verwaltungsbeamte eines Départements ist der von der Regierung ernannte Départementpräfekt (französisch préfet de département, früher einfach Präfekt [frz. préfet]), der die Präfektur (französisch préfecture) leitet. In den Départements des Mutterlandes ist den Départementpräfekten heute in vielen Aufgabengebieten der Regionalpräfekt (frz. préfet de région) übergeordnet. Diese Funktion wird in Personalunion von demjenigen Départementpräfekten ausgeübt, der seinen Sitz im Hauptort der jeweiligen Region hat.
Die Départements sind zu administrativen Zwecken in 335 Arrondissements gegliedert (Stand 1. Januar 2015). Die Arrondissements dienen der Dezentralisierung der staatlichen Verwaltung der Départements. In den Hauptorten von Arrondissements, die nicht zugleich Hauptort des Départements sind, hat eine Unterpräfektur (französisch sous-préfecture) ihren Sitz, die von einem Unterpräfekten (französisch sous-préfet) geleitet wird.

### Selbstverwaltung der Gebietskörperschaft
Territorial betrachtet bilden die Départements die mittlere Ebene der französischen Gebietskörperschaften, kleiner als die Regionen (régions) und größer als die Gemeinden (communes). Im europäischen Teil Frankreichs ist jede Gemeinde Teil eines Départements und jedes Département Teil einer Region. In den vollintegrierten Überseegebieten ist jede Gemeinde Teil eines Départements, während die Regionen deckungsgleich mit den Départements sind. Eine administrative Hierarchie zwischen den Gebietskörperschaften besteht jedoch nicht, die Rechtsaufsicht liegt stets beim Zentralstaat. Gebietskörperschaften mit Sonderstatus können gleichzeitig die Aufgaben der Département- und Regionalebene bzw. diejenigen der Gemeinde- und Départementebene ausüben.
Die Volksvertretung eines regulären Départements als Gebietskörperschaft ist der direkt gewählte Départementrat (frz. conseil départemental, ehemals Generalrat [frz. conseil général]).
Durch die Dezentralisierungsgesetze von 1982 erhielt das Département als Gebietskörperschaft eine eigene, vom staatlichen Präfekten getrennte Exekutive. Diese besteht aus dem Vorsitzenden des Départementrates und seinen Stellvertretern, die alle vom Plenum des Rates gewählt werden.
Als Wahlbezirke für die Wahl der Mitglieder des Départementrates dienen die Kantone (frz. cantons). Seit der Reform des Départementwahlrechts von 2013, die mit der Wahl von 2015 in Kraft getreten ist, werden in jedem Kanton zwei Mitglieder des Départementrates gewählt, von denen jeweils eines eine Frau und eines ein Mann sein muss, die auf einer gemeinsamen Liste (als sogenanntes Binom [frz. binôme]) kandidieren müssen und nach Mehrheitswahlrecht mit gegebenenfalls zwei Wahlgängen gewählt werden.

### Sonderfälle
Neben den 93 regulären Départements bestehen 7 Gebietskörperschaften mit Sonderstatus, die neben den Aufgaben der Départementebene zusätzliche Kompetenzen ausüben und teilweise auch institutionelle Besonderheiten aufweisen.
In Übersee bilden Französisch-Guayana, Martinique und Mayotte jeweils eine Collectivité territoriale unique, die die Aufgaben eines Überseedépartements und einer Überseeregion gleichzeitig ausübt. In Guadeloupe und Réunion bestehen hingegen weiterhin ein Überseedépartement und eine Überseeregion mit identischem Territorium.
In Europa bestehen vier Gebietskörperschaften mit Sonderstatus, die auch die Aufgaben eines Départements ausüben. Die Gebietskörperschaft Korsika (Collectivité de Corse) hat gleichzeitig die Aufgaben einer Region und eines Départements sowie individuelle Zusatzkompetenzen. Die Europäische Gebietskörperschaft Elsass (Collectivité européenne d'Alsace) hat die Aufgaben eines Départements sowie individuelle Zusatzkompetenzen. Die Métropole de Lyon übt sowohl die Aufgaben eines Départements als auch diejenigen eines Établissement public de coopération intercommunale (EPCI) mit dem Status einer  Métropole aus. Die Stadt Paris (Ville de Paris) übt gleichzeitig die Aufgaben einer Gemeinde und eines Départements aus.
Die Gebietskörperschaft Korsika und die Europäische Gebietskörperschaft Elsass haben die Rechtsnachfolge von jeweils zwei Départements (Corse-du-Sud und Haute-Corse bzw. Bas-Rhin und Haut-Rhin)  angetreten. Die Struktur der staatlichen Verwaltung wurde jedoch nicht verändert, so dass diese vier Départements als Verwaltungsbezirke (circonscriptions administratives) mit jeweils einer Départementpräfektur fortbestehen. Der Départementpräfekt von Corse-du-Sud ist zugleich Regionalpräfekt von Korsika, der Präfekt von Bas-Rhin zugleich Regionalpräfekt der Region Grand Est, während eine mit der Europäischen Gebietskörperschaft Elsass deckungsgleiche staatliche Verwaltungseinheit nicht vorhanden ist.
Die Départementpräfektur des Départements Rhône hat bei der Ausgliederung der Métropole de Lyon aus diesem Département ebenso ihren alten Zuständigkeitsbereich behalten, so dass hier heute eine staatliche Verwaltungseinheit der Départementebene zwei Gebietskörperschaften der Départementebene entspricht, von denen eine - das heutige Département Rhône - zudem denselben Namen wie die nicht mit ihm deckungsgleiche Verwaltungseinheit trägt.

## Übersichtstabelle
W.: Wappen (nichtamtlich)

ISO: ISO 3166-2-Code

EW: Bevölkerung (In Klammer: Stand)

km²: Fläche in km²

EW/km²: Bevölkerungsdichte in Einwohner pro km²
| 671.289 | (2022) |

| 525.558 | (2022) |

| 334.715 | (2022) |

| 167.179 | (2022) |

| 141.677 | (2022) |

| 1.114.579 | (2022) |

| 333.229 | (2022) |

| 267.204 | (2022) |

| 155.339 | (2022) |

| 311.076 | (2022) |

| 377.773 | (2022) |

| 279.736 | (2022) |

| 2.069.811 | (2022) |

| 704.605 | (2022) |

| 144.399 | (2022) |

| 351.603 | (2022) |

| 668.160 | (2022) |

| 299.496 | (2022) |

| 240.120 | (2022) |

| 166.045 | (2022) |

| 185.231 | (2022) |

| 537.577 | (2022) |

| 609.598 | (2022) |

| 115.529 | (2022) |

| 416.325 | (2022) |

| 548.662 | (2022) |

| 521.432 | (2022) |

| 601.305 | (2022) |

| 432.950 | (2022) |

| 927.912 | (2022) |

| 764.010 | (2022) |

| 1.456.261 | (2022) |

| 192.649 | (2022) |

| 1.674.980 | (2022) |

| 1.217.331 | (2022) |

| 1.109.232 | (2022) |

| 216.809 | (2022) |

| 616.326 | (2022) |

| 1.291.380 | (2022) |

| 258.405 | (2022) |

| 428.427 | (2022) |

| 328.953 | (2022) |

| 772.041 | (2022) |

| 228.161 | (2022) |

| 1.473.156 | (2022) |

| 687.063 | (2022) |

| 175.620 | (2022) |

| 332.226 | (2022) |

| 76.503 | (2022) |

| 828.151 | (2022) |

| 496.815 | (2022) |

| 564.107 | (2022) |

| 169.865 | (2022) |

| 305.437 | (2022) |

| 732.898 | (2022) |

| 180.745 | (2022) |

| 776.103 | (2022) |

| 1.050.721 | (2022) |

| 202.299 | (2022) |

| 2.616.909 | (2022) |

| 830.725 | (2022) |

| 276.144 | (2022) |

| 1.460.184 | (2022) |

| 664.385 | (2022) |

| 699.473 | (2022) |

| 231.453 | (2022) |

| 492.964 | (2022) |

| 1.152.662 | (2021) |

| 767.800 | (2022) |

| 474.369 | (2022) |

| 1.433.613 | (2022) |

| 233.920 | (2022) |

| 549.136 | (2022) |

| 566.129 | (2022) |

| 445.288 | (2022) |

| 849.583 | (2022) |

| 2.113.705 | (2022) |

| 1.260.205 | (2022) |

| 1.452.399 | (2022) |

| 1.470.778 | (2022) |

| 375.415 | (2022) |

| 565.540 | (2022) |

| 396.168 | (2022) |

| 264.924 | (2022) |

| 1.108.364 | (2022) |

| 568.702 | (2022) |

| 706.343 | (2022) |

| 438.688 | (2022) |

| 372.438 | (2022) |

| 358.700 | (2022) |

| 333.896 | (2022) |

| 140.082 | (2022) |

| 1.324.546 | (2022) |

| 1.647.435 | (2022) |

| 1.681.725 | (2022) |

| 1.419.531 | (2022) |

| 1.270.845 | (2022) |

| 383.569 | (2022) |

| 361.019 | (2022) |

| 288.382 | (2022) |

| 881.348 | (2022) |

| 256.518 | (2017) |